# Sistema de banderas (fisioterapia)

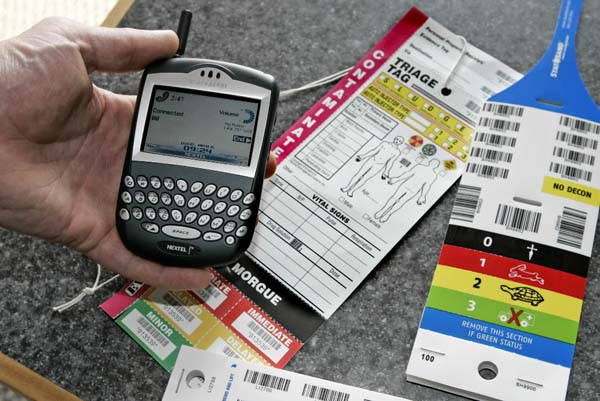
Diversas especialidades sanitarias usan métodos de triaje para optimizar la operatividad.

El llamado sistema de banderas es un tipo de triaje empleado en fisioterapia. Este sistema facilita una más rápida comprensión y solución del problema del paciente, ya sea para derivarlo a otro especialista más adecuado, o para organizar la fisioterapia de una forma más eficiente.

## Modelo biopsicosocial
A principios del siglo XXI, la investigación en fisioterapia postuló la necesidad de superar el antiguo modelo biomédico, basado en la patología y biomecánica, en favor de un paradigma que tuviera en cuenta la influencia de los procesos fisiológicos (principalmente del sistema nervioso) y los factores sociales.
En ese contexto, el sistema de banderas contribuye a identificar dichos factores, para ayudar al fisioterapeuta a elaborar hipótesis y determinar la dirección adecuada del tratamiento. De esta forma, al cribado que ya se realizaba anteriormente (banderas rojas) se han venido a añadir varias clasificaciones adicionales.

## Clasificación e identificación
En el sistema de banderas pueden distinguirse dos grandes grupos:
- Banderas clínicas: indican que el paciente precisa ser derivado a otro profesional sanitario. Dentro de ellas encontramos las banderas rojas y las naranjas.
- Banderas psicosociales: indican las características del caso y de su contexto social, que condicionan el proceso de recuperación. El concepto “bandera amarilla” comenzó a usarse en 1997,[6] para denominar a los factores que empeoraban el pronóstico. Posteriormente, se ha escindido en diferentes clasificaciones, y hoy en día se distinguen banderas amarillas, azules y negras.[7][8][4] También se ha comenzado a hablar de banderas rosas, referidas a los factores que ayudan en el proceso de recuperación.[5]

Los fisioterapeutas deben detectar las banderas durante la realización de la historia clínica, exploración y/o tratamiento. Para ello se hace necesario una visión amplia de las ciencias de la salud, incluyendo la fisiopatología de los problemas de salud que no tienen relación directa con la fisioterapia. En este sentido, resultan de ayuda los diagramas basados en el razonamiento clínico. Habiendo identificado esta necesidad, y dado que el fisioterapeuta es cada vez más un profesional de primera opción,  los colegios profesionales y la administración promueven la formación en el cribado de las diferentes banderas.

### Banderas rojas
Corresponden con las contraindicaciones clásicas de la fisioterapia. Por ejemplo, en el sistema músculo esquelético: patología inflamatoria, neurológica, circulatoria, infecciosa, tumoral, fracturas... Son pocos los casos en las que se presentan banderas rojas (aproximadamente un 1% de los pacientes vistos en consulta), pero resulta esencial detectarlos precozmente para poder derivarlos rápidamente al médico especialista.

### Banderas naranjas
Se comenzaron a usar en 2005, como equivalente de las banderas rojas en el campo de la salud mental. Esta bandera pretende advertir del posible origen psiquiátrico del problema del paciente (estrés, trastornos graves de la personalidad, abuso y/o adicción a las drogas, depresión grave...) y que conviene por tanto derivarle al especialista adecuado.

### Banderas amarillas
Fueron las primeras banderas psicosociales descritas, antes de que se usaran los otros colores. Dentro de ellas podemos distinguir tres grupos:
- Creencias y prejuicios: sobre el dolor, sobre el resultado del tratamiento, sobre la baja laboral...
- Respuestas emocionales (cuando no son graves psiquiátricamente): preocupación, miedo, ansiedad...
- Actitudes ante el dolor: evitación de ciertas actividades por miedo al dolor; dificultades de gestionar el dolor; preferencia por los tratamientos pasivos...

Hay que tener en cuenta que estos factores no están presentes únicamente en los pacientes; también los fisioterapeutas pueden obstaculizar la evolución del paciente con sus propias banderas amarillas: creencias, preferencia por ciertos tests diagnósticos o tratamientos, desconocimiento de otras técnicas...

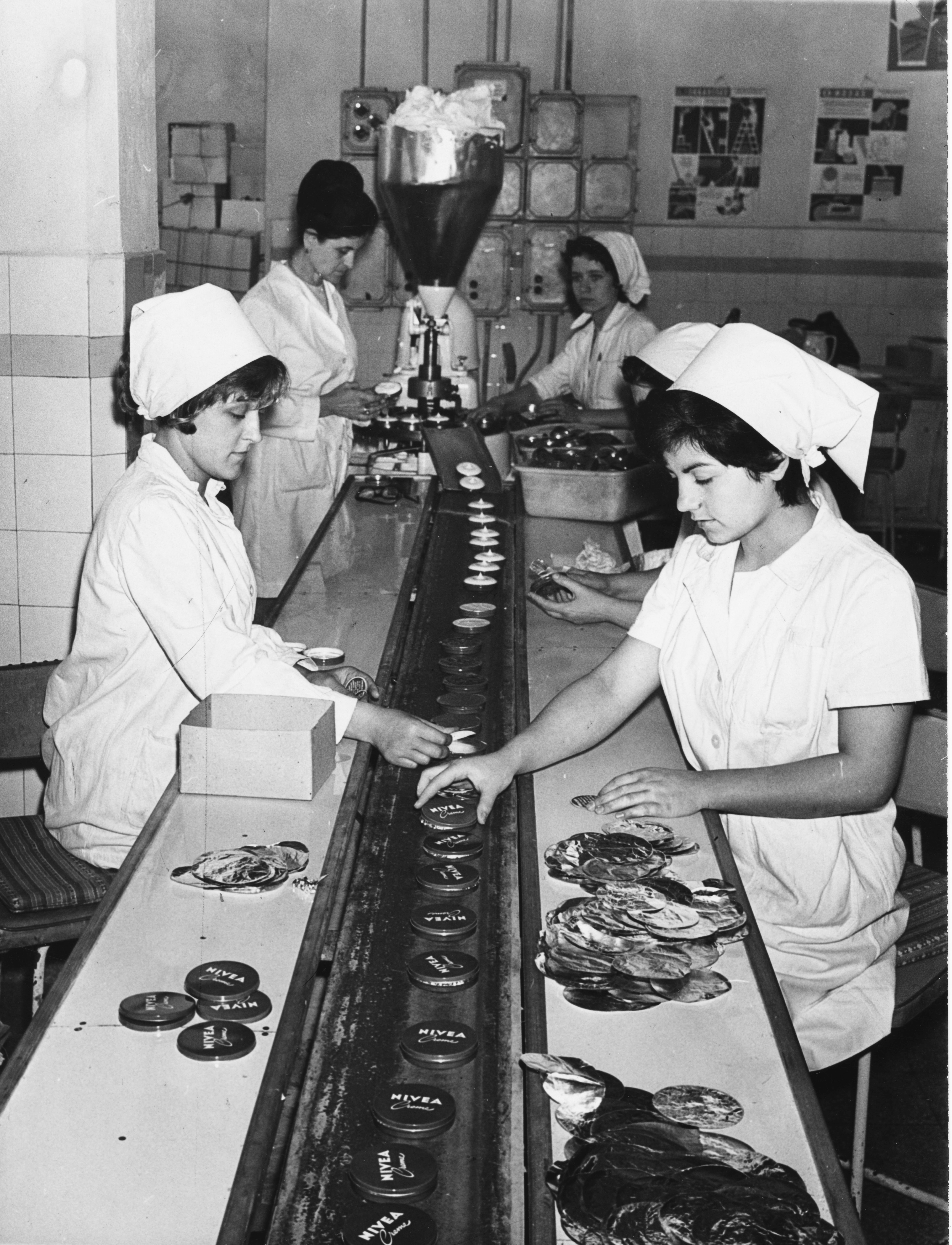
Puesto de trabajo con posturas mantenidas y movimientos repetitivos.

Las banderas amarillas no impiden el tratamiento fisioterápico, pero deben ser tenidas en cuenta para determinar la orientación del tratamiento, ya que será necesario un trabajo pedagógico para cambiar los factores identificados.

### Banderas azules
Nos referimos con este nombre a los aspectos que relacionan la salud con el mundo laboral. Ejemplos: no estar conforme con las condiciones laborales; creer que el puesto de trabajo perjudica la propia salud; mala relación con compañeros o superiores...

### Banderas negras
A pesar de que en ciertos aspectos pueden solaparse con las banderas azules, las banderas negras señalan los factores que están fuera del control del paciente, tales como los problemas relacionados con la administración o el contexto. Por ejemplo: problemas económicos; obstáculos para retornar al puesto de trabajo; problemas con seguros de accidentes; familiares o profesionales sanitarios hiperprotectores; actividad no modificable ergonómicamente; problemas relacionados con declaraciones de incapacidad... Estos factores pueden limitar o bloquear la ayuda que recibe el paciente.

### Banderas rosas
Fueron propuestas informalmente en 2005 por Louis Gifford, como reverso de las banderas amarillas, dado que las creencias, prejuicios, respuestas emocionales y actitudes ante el dolor también pueden resultar de ayuda en la evolución del paciente, siempre que se encaucen de manera positiva. Por tanto, también deben ser tenidas en cuenta a la hora de planificar el tratamiento.